# Gouvernorat d'Alexandrie
Pour les articles homonymes, voir Alexandrie (homonymie).
Le gouvernorat d'Alexandrie (arabe : محافظة الإسكندرية) est un gouvernorat de l'Égypte. Il se situe dans le nord du pays. Sa capitale est Alexandrie.